# ホアキン・ムニョス・ベナビデス
ホアキン・ムニョス・ベナビデス（Joaquín Muñoz Benavides、1999年3月10日 - ）は、スペイン・マラガ出身のサッカー選手。SDウエスカ所属。ポジションはFW。

## クラブ経歴
アンダルシア州のマラガに生まれ、2015年にアトレティコ・マドリードの下部組織に加入した。2019年1月19日、ラ・リーガのSDウエスカ戦にてトマ・レマルとの交代でトップチームデビュー。
2019年7月14日、SDウエスカと4年契約を交わした。
2020年1月22日、出場機会を得るため、CDミランデスにレンタル移籍した。
2020-21シーズンはマラガCFにレンタル移籍することが発表された。